# La Marquise de Sade (téléfilm)
Pour les articles homonymes, voir La Marquise de Sade.
La Marquise de Sade est un téléfilm suédois d'Ingmar Bergman diffusé le 17 avril 1992.

## Synopsis
L'histoire commence en France en 1772 et se termine douze ans plus tard à la fin de la Révolution française. Six femmes, très différentes dans leur vie, opinions et sentiments, ont quelque chose en commun : elles appartiennent toutes au cercle du marquis de Sade. L'une est la marquise de Sade elle-même.

## Fiche technique
- Titre original : Markisinnan de Sade
- Autre titre : La Marquise de Sade
- Réalisateur : Ingmar Bergman
- Scénaristes (d'après Yukio Mishima) :
  - Ingmar Bergman
  - Gunilla Lindberg-Wada
  - Per Erik Wahlund
- Producteurs : 
  - Måns Reuterswärd
  - Katarina Sjöberg
- Compositrice : Ingrid Yoda
- Monteuse : Sylvia Ingemarsson
- Durée : 104 minutes
- Tourné en Suède
- Format : Couleur
- Date de sortie : 17 avril 1992

## Distribution
- Stina Ekblad : Renée, marquise de Sade
- Anita Björk : madame de Monteuil
- Marie Richardson : Anne
- Margareta Byström (sv) : madame de Simiane
- Agneta Ekmanner : la comtesse de Saint-Fond
- Helena Brodin : Charlotte